# Museo Egipcio de Milán
El Museo Egipcio de Milán es uno de los más grandes de Italia, después de los de Turín y Florencia, y está situado en el sótano del Castillo Sforzesco, que también alberga el Museo de Prehistoria y Protohistoria.

## Patrimonio en exposición
El museo está dividido en siete secciones:
- Escritura
- Faraón
- Dioses y cultos
- La vida diaria
- El culto funerario
- Las excavaciones de Vogliano
- Momias, sarcófagos y máscaras funerarias

En la entrada, una estatua cúbica con un rostro enigmático da la bienvenida al visitante. El museo presta especial atención a las costumbres funerarias del Antiguo Egipto: entre los papiros y relieves de faraones, hay estelas funerarias, un libro de los muertos, amuletos, ushabtis, vasos canopos y sarcófagos. La sexta de las siete rutas del museo incluye obras de las excavaciones realizadas por el papirólogo y egiptólogo florentino Achille Vogliano en Medinet Madi (en el Fayún) entre 1935 y 1936, entre las que destaca la estatua del faraón Amenemhat III de la dinastía XII (1842-1794 a. C.).

## Galería de imágenes

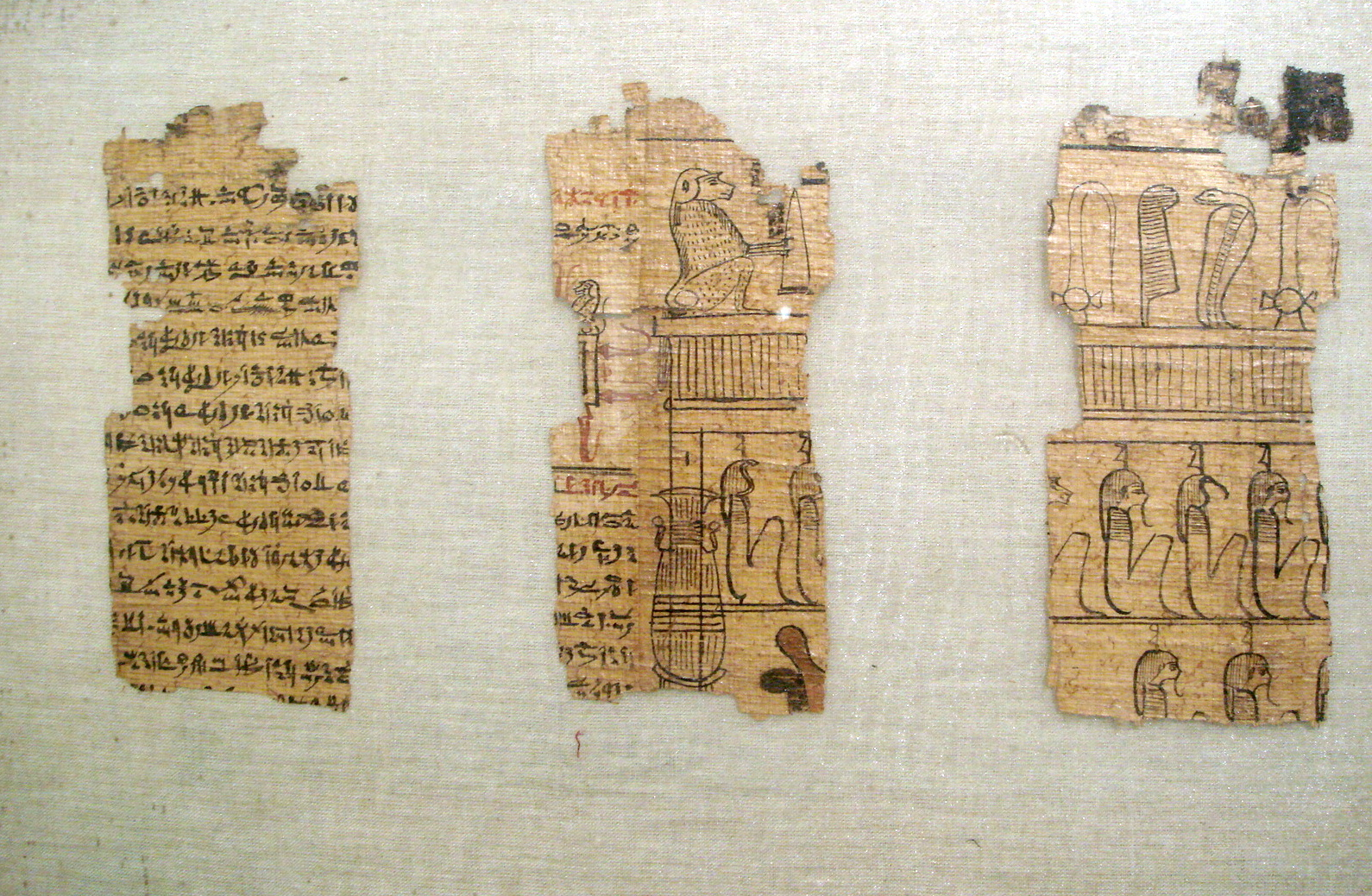
Fragmento del Libro de los muertos conservado en el museo.
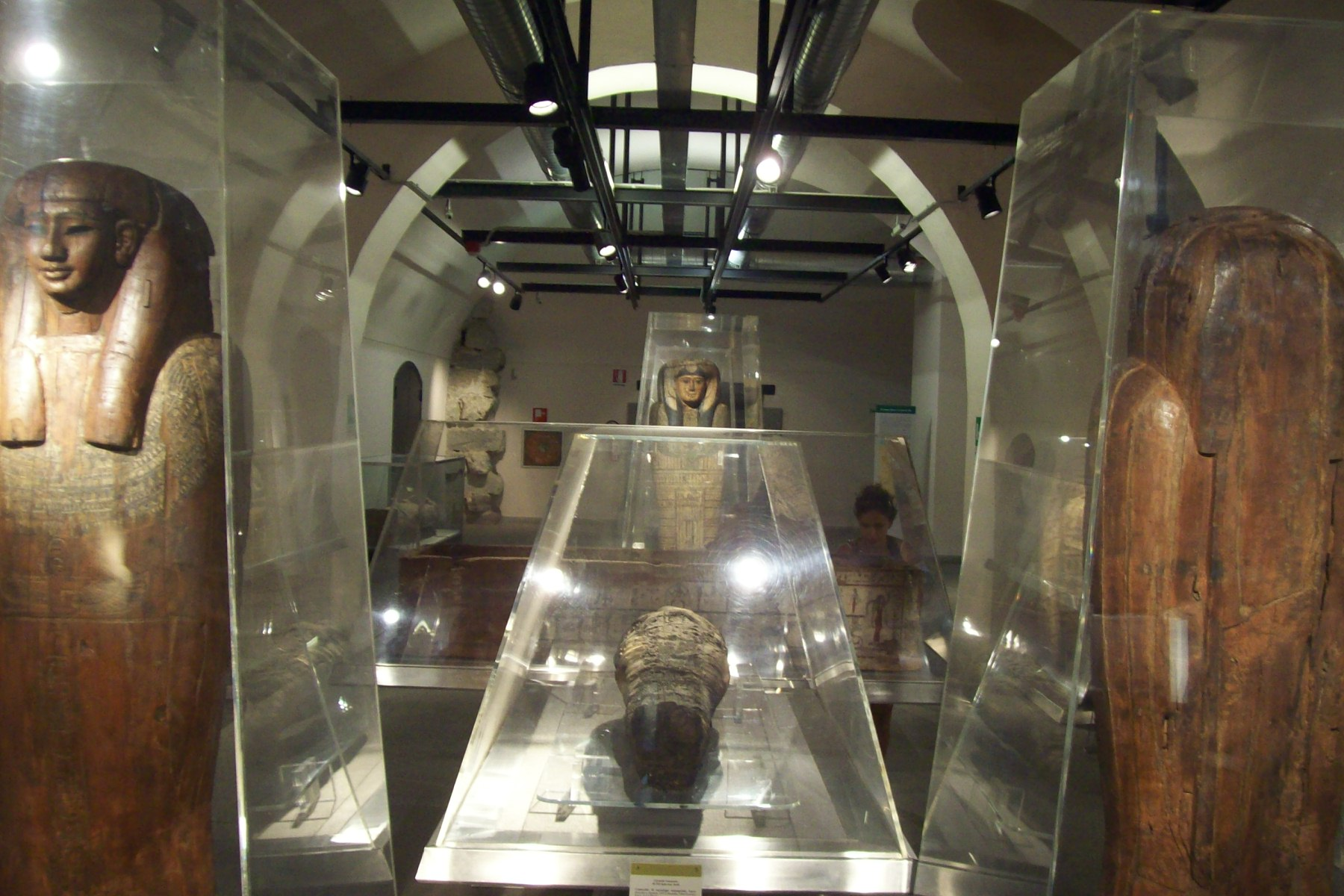
Una de las momias dentro del museo.
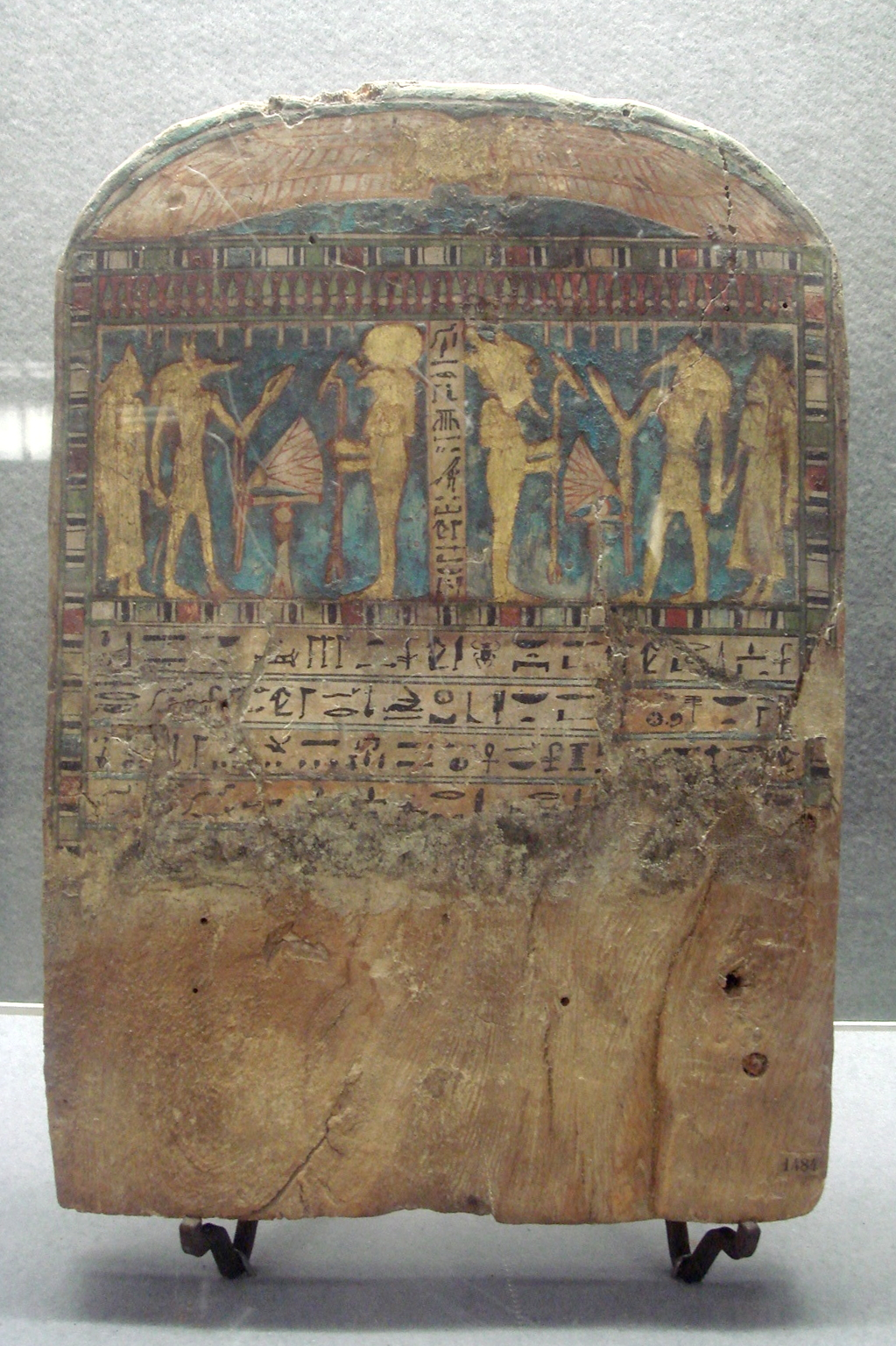
Estela funeraria (siglo VII-IV a. C.).
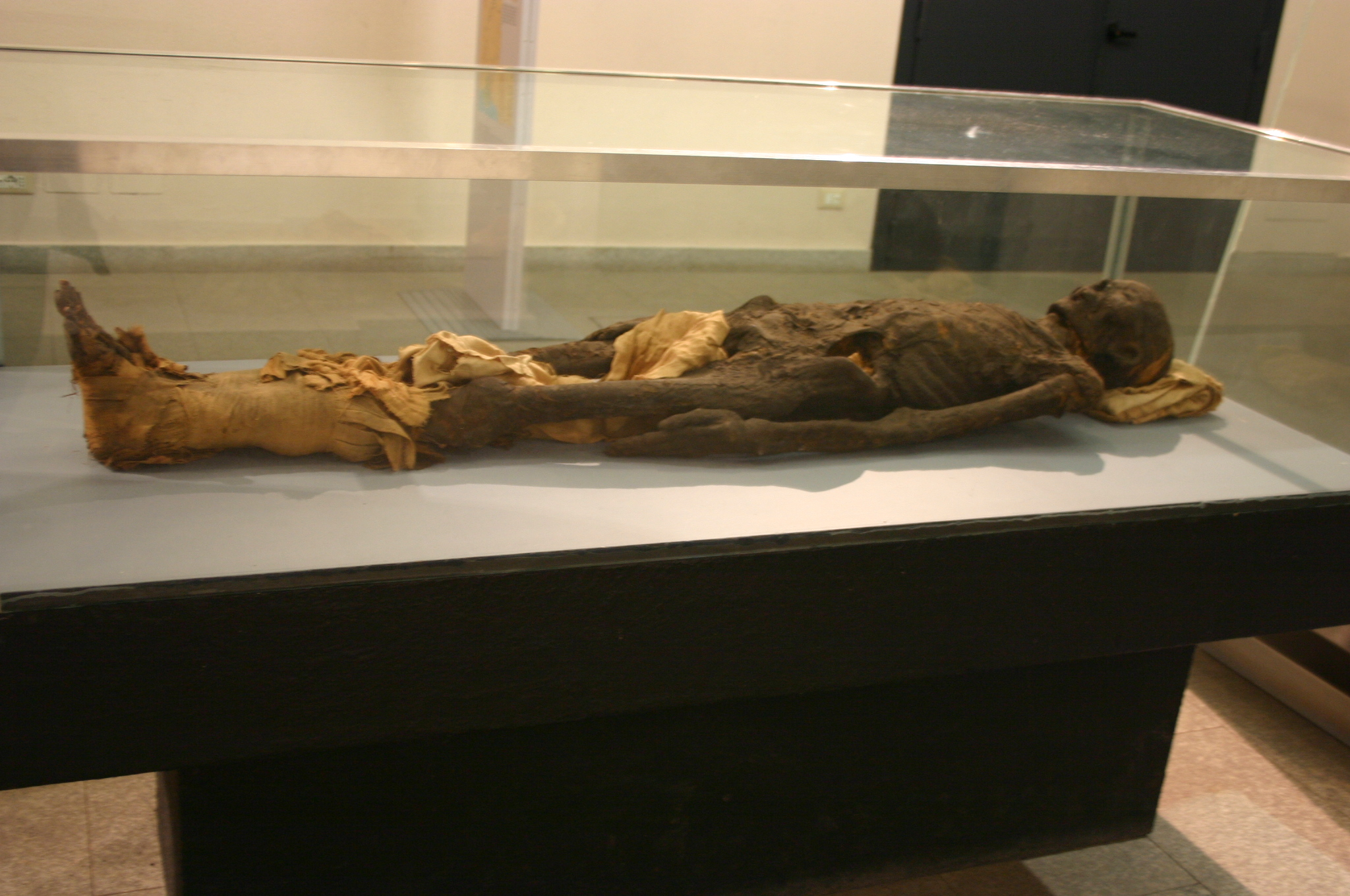
Momia de época grecorromana, de Tebas.
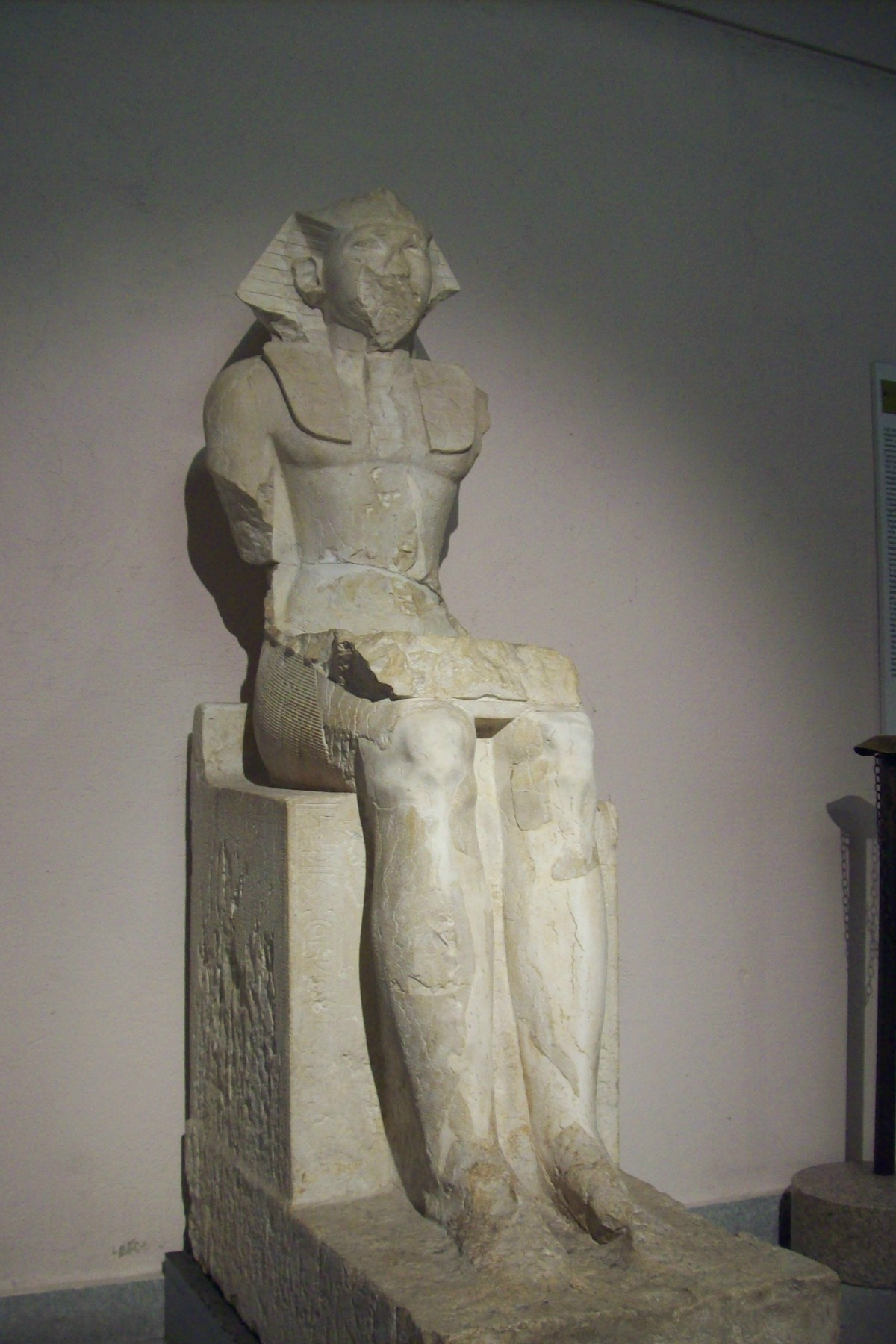
Amenemhat III (1842-1794 a. C).
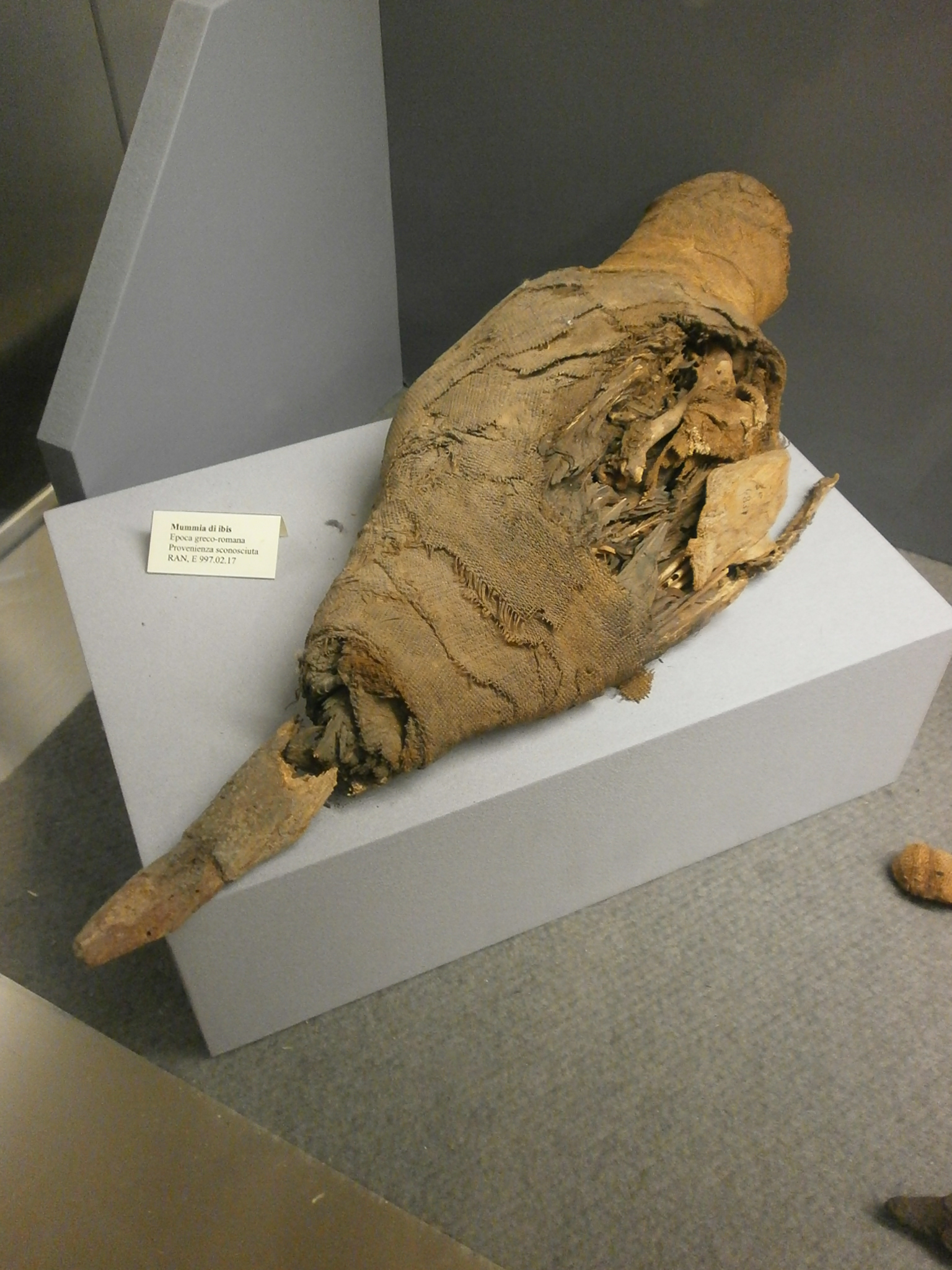
Momia de Ibis, época grecorromana, procedencia desconocida.
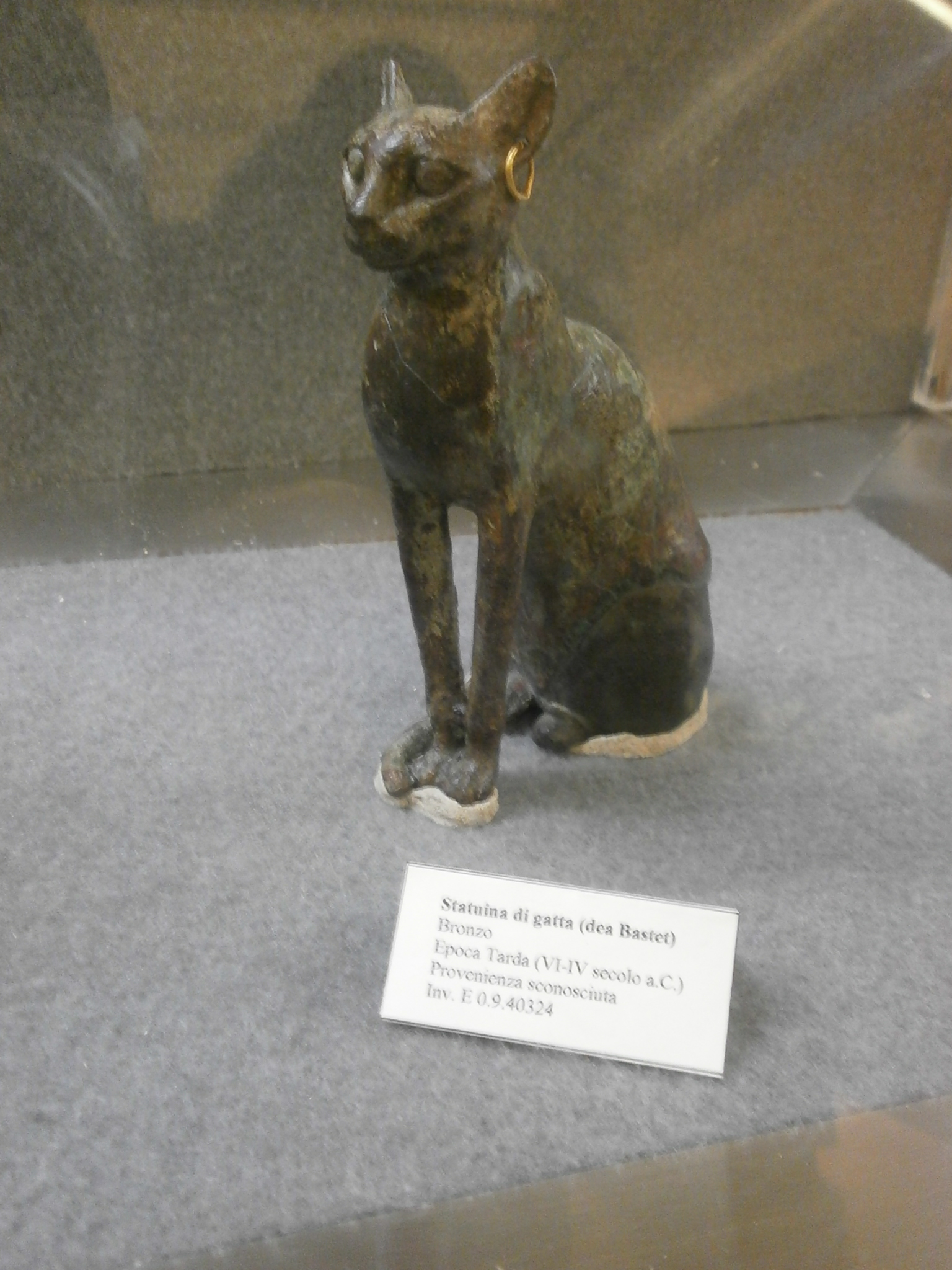
Estatua de la diosa Bastet), bronce, siglo VI-IV a. C.